# Erlihun
Erlihun ist eine osttimoresische Siedlung im Suco Horai-Quic (Verwaltungsamt Maubisse, Gemeinde Ainaro). Es liegt östlich des Zentrums der Aldeia Lau-Heli, auf einer Meereshöhe von 1655 m, an der Überlandstraße von Maubisse nach Ainaro. Der nächste Ort an der Straße im Norden ist Lau-Heli, der Sitz des Sucos. Nach Südosten erreicht man im Suco Aituto den Ort Aihou.
In Erlihun gibt es eine kleine Brücke.